# Josef Schoyerer

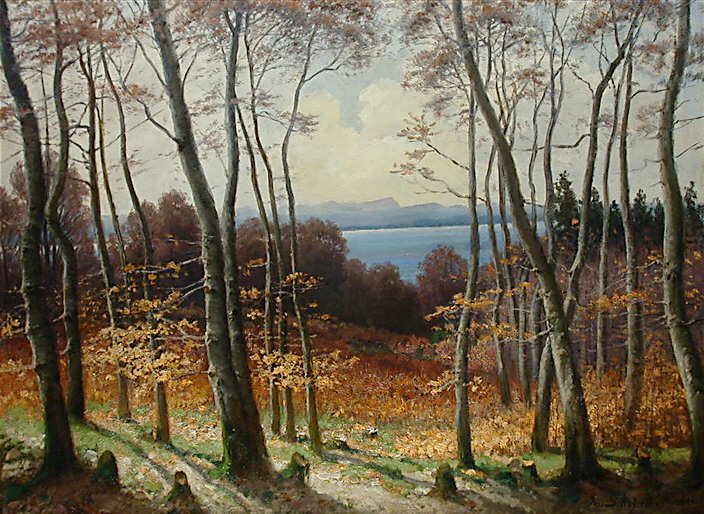
Blick von einer Waldlichtung oberhalb von Herrsching über den Ammersee zur Zugspitze

Josef Schoyerer (* 7. März 1844 in Berching; † 12. Juli 1923 in München) war ein deutscher Landschaftsmaler.

## Leben
Nach dem Besuch der Lateinschule und des Klerikalseminars studierte Schoyerer Jura und wurde zunächst Rechtspraktikant. Aus seiner ersten Ehe mit Gabriele Händlmeyer geb. Feldmeier hatte er zwei Söhne und zwei Töchter, seit 1896 war er kinderlos verheiratet mit Therese Wagner, verwitwete Vettiger (* 7. Oktober 1852 in Bayerdilling), die einen erwachsenen Sohn in die Ehe mitbrachte.
Später wandte er sich der Malerei zu und wurde Schüler von Karl Millner. Einen Schwerpunkt seiner Arbeit bildete die Gebirgsmalerei, wobei er mehr Wert auf die Komposition gegenüber dem Detail legte. Er unternahm zahlreiche Studienreisen nach Tirol und Italien, wo er unter anderem die Erzaufbereitung des Bergwerks an der Silberleithe bei Biberwier malte. 
Sein Gemälde Vorgebirgslandschaft befindet sich in der Städtischen Galerie im Lenbachhaus; sein Gemälde Blick von Leutstetten auf den Starnberger See im Museum Starnberger See.
Am 15. Juli 1923 fand er auf dem Sendlinger Friedhof in München seine letzte Ruhe.